# ASz-82
ASz-82 – radziecki 14-cylindrowy silnik gwiazdowy skonstruowany w biurze konstrukcyjnym Szwiecowa. Silnik zbudowany w układzie podwójnej gwiazdy, czterosuwowy, chłodzony powietrzem o mocy maksymalnej 1900 KM (wersja FN). Masa silnika 868 kg. Wykorzystany głównie w samolotach Ła-5, Ła-7, Ła-9, Ła-11, Pe-8, Tu-2, Ił-12, Ił-14 oraz śmigłowcach Mi-4, Jak-24. Wyprodukowano około 70 tys. egzemplarzy tego silnika.

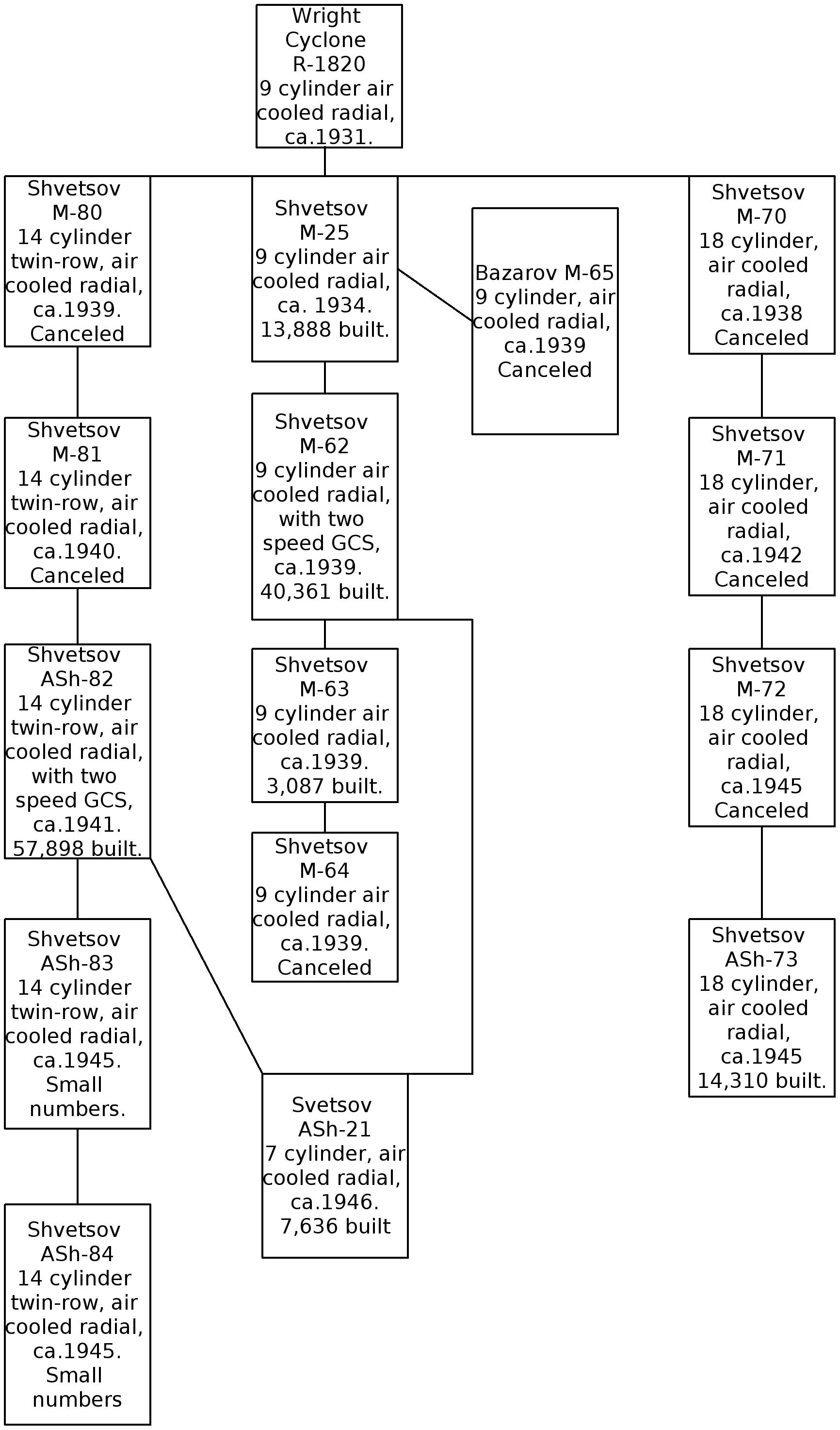
Rozwój silników Arkadija Szwecowa

## Podstawowe dane
- typ silnik lotniczy tłokowy 14-cylindrowy w układzie podwójnej gwiazdy
- średnica cylindra 155,5 mm
- skok tłoka 155 mm
- pojemność skokowa 41,21 l
- długość silnika 2,01 m
- średnica silnika 1,26 m
- masa 860 kg, M-82FN 890 kg, M-82FNV 900 kg